# تسیتساموری
تسیتساموری (به لاتین: Tsitsamuri) یک منطقهٔ مسکونی در گرجستان است که در شهرداری متسختا واقع شده‌است. تسیتساموری ۱۲۴ نفر جمعیت دارد و ۴۸۸ متر بالاتر از سطح دریا واقع شده‌است.